# Asienspiele 2022/Tennis

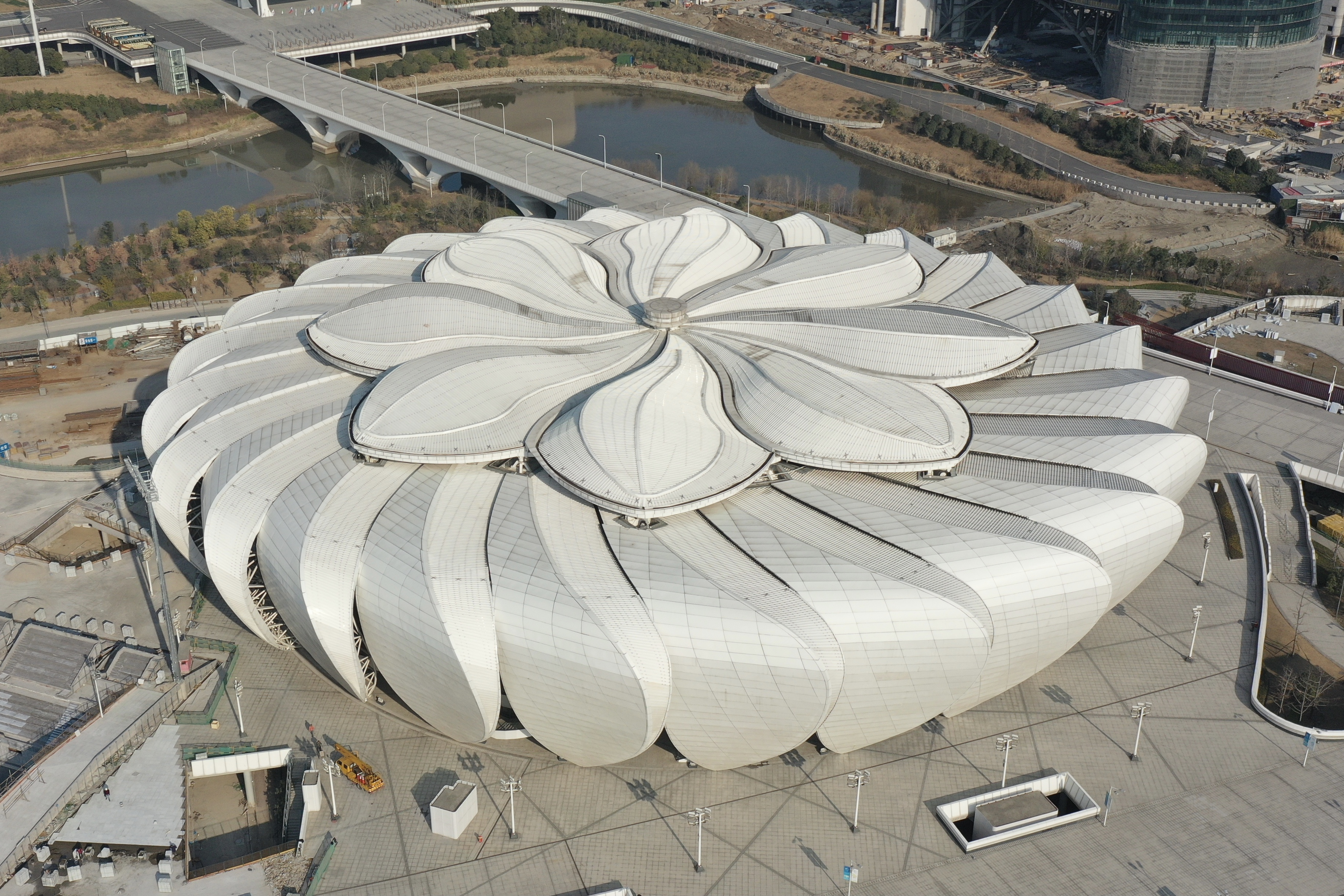
Tennishalle des Hangzhou Olympic Sports Expo Centers (2021)

Bei den Asienspielen 2022 in Hangzhou wurden vom 24. bis 30. September 2023 fünf Wettbewerbe im Tennis ausgetragen.

## Wettbewerbe und Zeitplan
Insgesamt fünf Wettbewerbe wurden im Rahmen der Spiele im Tennissport ausgetragen. Dazu zählten die jeweiligen Einzel- und Doppelkonkurrenzen sowie der Mixedwettbewerb.
| Datum        | So. 24.                    | Mo. 25.      | Mo. 25.      | Di. 26.      | Mi. 27.       | Do. 28.       | Fr. 29.    | Sa. 30. |
| ------------ | -------------------------- | ------------ | ------------ | ------------ | ------------- | ------------- | ---------- | ------- |
| Herreneinzel | Erste Runde / Zweite Runde | Zweite Runde | Zweite Runde | Achtelfinale | Viertelfinale | Halbfinale    |            | Finale  |
| Herrendoppel | Erste Runde                | Achtelfinale | Achtelfinale |              | Viertelfinale | Halbfinale    | Finale     |         |
| Dameneinzel  | Erste Runde / Zweite Runde | Zweite Runde | Achtelfinale | Achtelfinale | Viertelfinale | Halbfinale    | Finale     |         |
| Damendoppel  |                            | Erste Runde  | Erste Runde  | Achtelfinale | Viertelfinale | Halbfinale    |            | Finale  |
| Mixed        | Erste Runde                | Zweite Runde | Zweite Runde | Zweite Runde | Achtelfinale  | Viertelfinale | Halbfinale | Finale  |

## Herren

### Einzel
| Platz | Land       | Spieler          |
| ----- | ---------- | ---------------- |
| 1     | China      | Zhang Zhizhen    |
| 2     | Japan      | Yōsuke Watanuki  |
| 3     | Usbekistan | Humoyun Sultonov |
| 3     | Südkorea   | Hong Seong-chan  |

### Doppel
| Platz | Land              | Spieler                             |
| ----- | ----------------- | ----------------------------------- |
| 1     | Chinesisch Taipeh | Hsu Yu-hsiou Jason Jung             |
| 2     | Indien            | Saketh Myneni Ramkumar Ramanathan   |
| 3     | Thailand          | Pruchya Isaro Maximus Parapol Jones |
| 3     | Südkorea          | Hong Seong-chan Kwon Soon-woo       |

## Damen

### Einzel
| Platz | Land        | Spielerin      |
| ----- | ----------- | -------------- |
| 1     | China       | Zheng Qinwen   |
| 2     | China       | Zhu Lin        |
| 3     | Philippinen | Alexandra Eala |
| 3     | Japan       | Haruka Kaji    |

### Doppel
| Platz | Land              | Spielerin                   |
| ----- | ----------------- | --------------------------- |
| 1     | Chinesisch Taipeh | Chan Hao-ching Latisha Chan |
| 2     | Chinesisch Taipeh | Lee Ya-hsuan Liang En-shuo  |
| 3     | Südkorea          | Back Da-yeon Jeong Bo-young |
| 3     | Indonesien        | Aldila Sutjiadi Janice Tjen |

## Mixed
| Platz | Land              | Spieler/in                       |
| ----- | ----------------- | -------------------------------- |
| 1     | Indien            | Rutuja Bhosale Rohan Bopanna     |
| 2     | Chinesisch Taipeh | Liang En-shuo Huang Tsung-hao    |
| 3     | Chinesisch Taipeh | Chan Hao-ching Hsu Yu-hsiou      |
| 3     | Philippinen       | Alexandra Eala Francis Alcantara |

## Medaillenspiegel
| Platz | Land              | Gold | Silber | Bronze | Gesamt |
| ----- | ----------------- | ---- | ------ | ------ | ------ |
| 01    | Chinesisch Taipeh | 2    | 2      | 1      | 5      |
| 02    | China             | 2    | 1      | —      | 3      |
| 03    | Indien            | 1    | 1      | —      | 2      |
| 04    | Japan             | —    | 1      | 1      | 2      |
| 05    | Südkorea          | —    | —      | 3      | 3      |
| 06    | Philippinen       | —    | —      | 2      | 2      |
| 07    | Indonesien        | —    | —      | 1      | 1      |
| 07    | Thailand          | —    | —      | 1      | 1      |
| 07    | Usbekistan        | —    | —      | 1      | 1      |